# عمرو سلامة
عمرو سلامة (22 نوفمبر 1982 -)، مخرج مصري. درس التجارة ولم يدرس سينما، وبدأ يعمل في الأفلام عن طريق الأفلام القصيرة مثل فيلم الإعلان (المخدرات حلوة) وفيلم عذاب نفسي وفيلم وثائقي عن الإيدز وإعلانات أفلام.
أول فيلم روائي طويل قام به كان فيلم زي النهاردة الذي عرض في أخر سنة 2008 وشارك في مهرجان الشرق الأوسط للسينما ورشح لجائزة أحسن فيلم واشترك في العديد من المهرجانات الدولية الأخرى، الفيلم كان من تأليفه ومونتاجه أيضاً.
ثاني أفلامه الطويلة كان فيلم أسماء، الفيلم كان مستوحى من قصة حقيقية لسيدة مصرية كانت حاملة لفيروس الإيدز (نقص المناعة المكتسب) لكنها كانت تحارب الظروف والمجتمع للحصول على حقوقها، الفيلم حصل على أكثر من 18 جائزة عالمية وعربية أهمها جائزة أفضل مخرج عربي في مسابقة آفاق جديدة في مهرجان أبوظبي السينمائي.
قام بالمشاركة في إخراج الفيلم الوثائقي تحرير 2011: الطيب والشرس والسياسي وقام بإخراج جزء السياسي الذي تناول قصة الرئيس السابق حسني مبارك وتحوله لديكتاتور ثار عليه شعبه بشكل ساخر كوميدي مطعم بمعلومات حصرية عن الساعات الأخيرة في حكمه 

## أعمال من إخراجه

### الأفلام القصيرة
- الإعلان (المخدرات حلوة) (فيلم قصير)
- الشهادة (فيلم قصير)
- عذاب نفسي (فيلم قصير)
- ساعة زمن 59:59 (فيلم قصير)

### الأفلام
- 2008: زي النهارده
- 2011: أسماء [3][4]
- 2011: تحرير 2011: الطيب والشرس والسياسي، أخرج الجزء الثالث وهو «السياسي»
- 2014: لا مؤاخذة
- 2014: صنع في مصر [5][6]
- 2017: الشيخ جاكسون [7][8]
- 2021: برا المنهج
- 2023 : شماريخ

### المسلسلات
- 2018: طايع
- 2020: ما وراء الطبيعة

### البرامج
- 2016: ساترداي نايت لايف بالعربي
- 2024 : كاستنج

## أعمال من تأليفه

### الأفلام
- 2008: زي النهارده
- 2011: أسماء
- 2012: مصور قتيل
- 2014: لا مؤاخذة
- 2017: الشيخ جاكسون (سيناريو وحوار)
- 2021: برا المنهج
- 2023: ابن الحاج أحمد (فكرة)

### المسلسلات
- 2020: ما وراء الطبيعة (سيناريو "أسطورة البيت")

## وصلات خارجية
- عمرو سلامة على موقع IMDb (الإنجليزية)
- عمرو سلامة على موقع الدهليز
- عمرو سلامة على موقع قاعدة بيانات الأفلام العربية
- عمرو سلامة على موقع ألو سيني (الفرنسية)
- عمرو سلامة على موقع أول موفي (الإنجليزية)
- عمرو سلامة على موقع قاعدة بيانات الأفلام السويدية (السويدية)
- عمرو سلامة على موقع قاعدة بيانات الفيلم (الإنجليزية)
- عمرو سلامة على موقع كينوبويسك (الروسية)